# Palazuelo de Órbigo
Palazuelo de Órbigo es una localidad del municipio leonés de Turcia, en la Comunidad Autónoma de Castilla y León. El pueblo se encuentra al sur del municipio, cercano al río Órbigo que riega sus tierras. Se accede a la localidad a través de la carretera local LE-420, que le atraviesa.
La iglesia está dedicada a La Purificación.

## Localidades limítrofes
Confina con las siguientes localidades:
- Al norte con Turcia.
- Al noreste con Sardonedo.
- Al sureste con Santa Marina del Rey.
- Al sur con Gavilanes.

## Demografía
Evolución de la población
| Gráfica de evolución demográfica de Palazuelo de Órbigo entre 2000 y 2017 |
|                                                                           |
| Población de derecho (2000-2017) según el padrón municipal del INE        |

## Historia
Así se describe a Palazuelo de Órbigo en el tomo XII del Diccionario geográfico-estadístico-histórico de España y sus posesiones de Ultramar, obra impulsada por Pascual Madoz a mediados del siglo XIX:

Lugar en la provincia de León, partido judicial y diócesis de Astorga, audiencia territorial y capitanía general de Valladolid, ayuntamiento de Benavides. Situado en un llano a orillas del río Órbigo. Su clima es bastante sano. Tiene unas 60 casas; escuela de primeras letras; iglesia parroquial (Santa María) servida por un cura de ingreso y presentación del marqués que lleva el título del pueblo, y buenas aguas potables. Confina con término de Gavilanes, Turcia, Antoñanes y Quintanilla del Valle. El terreno es de mediana calidad y le fertilizan las aguas del Órbigo. Producciones: granos, lino, legumbres, frutas y pastos; cría ganados, caza y pesca. Población: 60 vecinos, 285 almas. Contribución: con el ayuntamiento.
Diccionario geográfico-estadístico-histórico de España y sus posesiones de Ultramar